# Frennia dubia
Frennia dubia är en ringmaskart som beskrevs av René Viguier 1912. Frennia dubia ingår i släktet Frennia och familjen Polynoidae. Inga underarter finns listade i Catalogue of Life.